# Francia Raisa
Francia Raisa Almendárez (Los Angeles, 26 juli 1988) is een Amerikaanse actrice. Ze is bekend door haar rollen in Bring It On: All or Nothing, waar ze de cheerleader Leti speelt, en The Secret Life of the American Teenager als de majorette Adrian Lee. 
Ze heeft twee zussen: Irlanda en Italia. Ze is de dochter van radio-dj Renán Almendárez Coello, bekend als El Cucuy.
In 2017 stond ze een nier af aan Selena Gomez die lijdt aan de auto-immuunziekte lupus.

## Filmografie

#### Films
| Jaar | Titel                                 | Rol                | Opmerkingen   |
| ---- | ------------------------------------- | ------------------ | ------------- |
| 2006 | Bring It On: All or Nothing           | Leti               |               |
| 2007 | Bullettface                           | Maria              |               |
| 2007 | Shredderman Rules                     | Isabel             | Televisiefilm |
| 2008 | The Cutting Edge 3: Chasing the Dream | Alejandra Delgado  | Televisiefilm |
| 2009 | Fired Up                              | Marly              | Cameo         |
| 2009 | The Cutting Edge 4: Fire and Ice      | Alejandra Delga do | Televisiefilm |

### Series
| Jaar      | Titel                                    | Rol             | Opmerkingen |
| --------- | ---------------------------------------- | --------------- | ----------- |
| 2004      | American Family: Journey of Dreams       | Karina          |             |
| 2005      | Over There                               | Sawan           | Gastrol     |
| 2008-2013 | The Secret Life of the American Teenager | Adrian Lee      |             |
| 2009      | In Plain Sight                           | Olivia          | Gastrol     |
| 2009      | Melrose Place                            | Gabriella Davis | Pilot       |
| 2022      | How I Met Your Father                    | Valentina       |             |